# Århuskonventionen
Århuskonventionen är en internationell konvention som garanterar medborgares tillgång till miljöinformation samt rätten att påverka beslutsprocesser inom området.
Århuskonventionens utgångspunkt är mänsklighetens samlade ansvar att skydda och bevara miljön för kommande generationer och konventionen har arbetats fram inom FN:s ekonomiska kommission för Europa (UNECE). Århuskonventionen har 47 parter som antingen ratificerat eller godkänt konventionen i någon form. Såväl Europeiska unionen (EU) som samtliga medlemsländer i unionen är parter till konventionen.
Århuskonventionen är implementerad i Europeiska unionen genom Europaparlamentets och Europeiska unionens råds direktiv (2003/4/EG) av den 28 januari 2003 om allmänhetens miljöinformation och Europaparlamentets och rådets direktiv (2003/35/EG) av den 26 maj 2003 om åtgärder för allmänhetens deltagande i utarbetandet av vissa planer och program avseende miljön.
Europaparlamentet och rådet har senare genom förordning (EG) nr 1367/2006 av den 6 september 2006 utfärdat bestämmelser om tillämpning av Århuskonventionen.
Konventionen, som samlat tidigare erfenheter i miljöarbetet, har fastslagit tre pelare som alla utgår från de mänskliga rättigheterna, nämligen:
- Rätten till information från offentliga myndigheter
- Rätten att delta i beslutsprocesser
- Rätten till rättslig prövning

## Sverige
Sverige undertecknade konventionen 25 juni 1998 och ratificerade den 20 maj 2005.
Sverige har genomfört en del förändringsarbete för att anpassa sig till konventionen bland annat genom att införa rättsprövning 2006.
Naturvårdsverket arbetar med att införliva PRTR-protokollets (Pollutant Release and Transfer Register), som undertecknades i Kiev 2003, bestämmelser.
Naturvårdsverket administrerar också ett kemikalieutsläppsregister (KUR).

## Fotnoter
1. 1 2  ”United Nations Treaty Collection” (på engelska). treaties.un.org. https://treaties.un.org/Pages/ViewDetails.aspx?src=IND&mtdsg_no=XXVII-13&chapter=27&clang=_en. Läst 24 april 2024.
2. ↑  ”Arkiverade kopian”. Arkiverad från originalet den 2 maj 2014. https://web.archive.org/web/20140502000644/http://www.regeringen.se/sb/d/15943. Läst 30 april 2014.
3. ↑  http://eur-lex.europa.eu/LexUriServ/LexUriServ.do?uri=OJ:L:2003:041:0026:0032:SV:PDF
4. ↑  http://eur-lex.europa.eu/LexUriServ/LexUriServ.do?uri=OJ:L:2003:156:0017:0024:SV:PDF
5. ↑  http://eur-lex.europa.eu/LexUriServ/LexUriServ.do?uri=OJ:L:2006:264:0013:0019:SV:PDF
6. ↑  http://www.unece.org/env/pp/
7. ↑  ”Arkiverade kopian”. Arkiverad från originalet den 23 juli 2008. https://web.archive.org/web/20080723161333/http://www.eco-forum.org/Kyiv03/newsletter/NewsLetter21MAY.pdf. Läst 23 maj 2009.
8. ↑  ”Arkiverade kopian”. Arkiverad från originalet den 18 april 2007. https://archive.is/20070418104402/http://kur.naturvardsverket.se:7001/kur/. Läst 23 maj 2009.